# アリストパネス

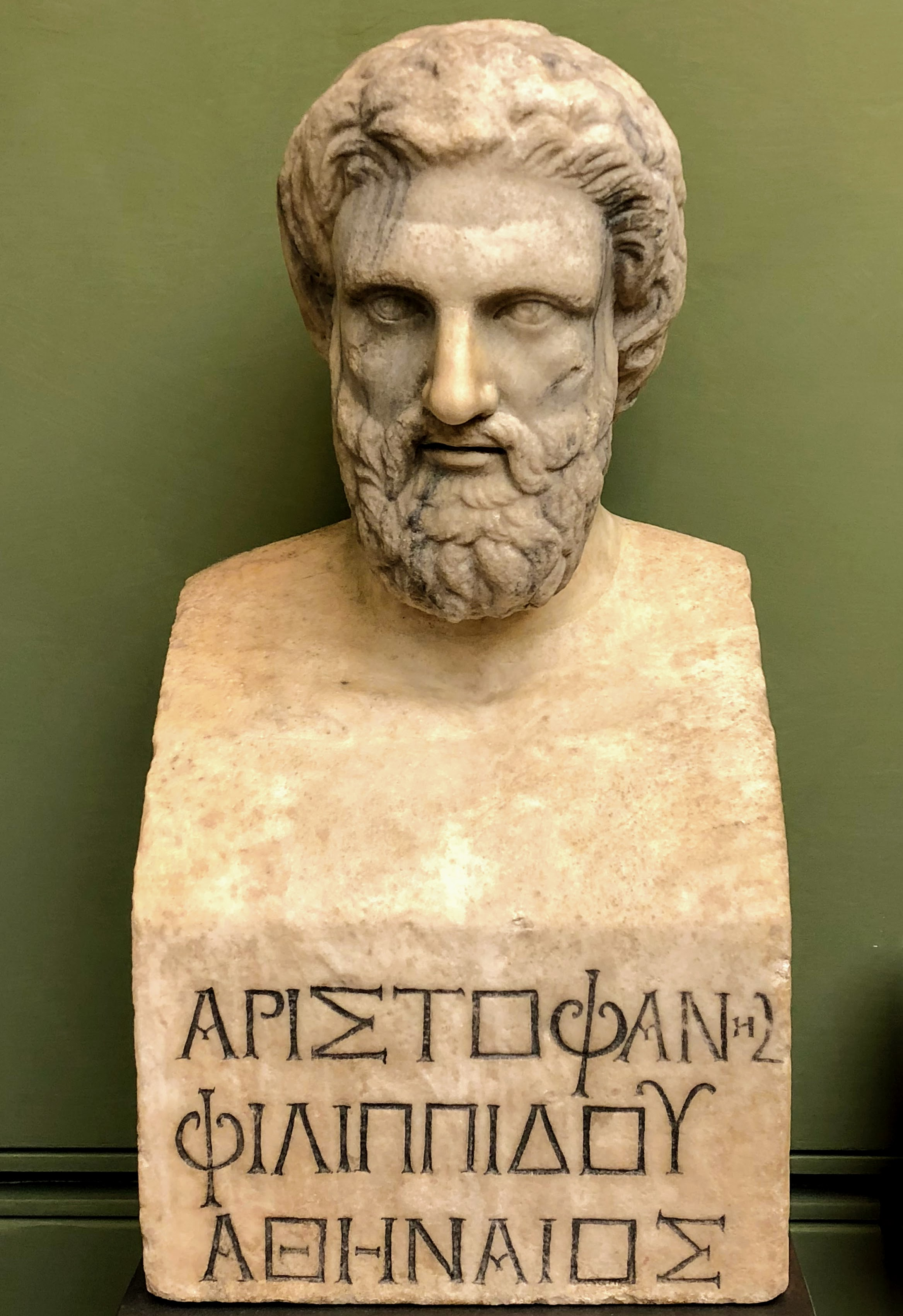
アリストパネス

アリストパネス（古希: Ἀριστοφάνης、古代ギリシア語ラテン翻字: Aristophanēs、紀元前446年頃 - 紀元前385年頃）は、古代アテナイの喜劇詩人、風刺詩人である。アリストファネス、あるいはアリストパネース、アリストファネースと長母音でも表記される。なお現在のギリシア語ではアリストファニスのように発音される。
代表作はソクラテスに仮託する形でソフィストを風刺した『雲』、デマゴーグのクレオンを痛烈に面罵した『騎士』、アイスキュロスとエウリピデスの詩曲を材に採り、パロディーなどを織り交ぜて優れた文芸批評に仕上げた『蛙』など。

## 生涯
アリストパネスの著作以外の経歴はあまり詳細には伝わっていない。彼はアテナイ市内に生まれ、父はピリッポスといった。紀元前430年から428頃に劇作家としての修行を始め、カリストラトスの指導により最初の3作を匿名で発表した。44の喜劇作品を書いたが、うち現在まで完全に伝わっているものは11篇にとどまる。アリストパネスは大ディオニュシア祭の競演にたびたび入賞した、当時のアテナイを代表する喜劇作家であった。また3人の息子、ピリッポス（ギリシア人は父の名を男子に付ける風習を持っていた）、アラロス、ニコストラトスも喜劇作家となった。
なおアリストパネスはアテナイに近いアイギナ島に2回旅行している。

## 作風
ペロポネソス戦争に対しては一貫して批判的であり、『女の平和』のような直接に戦争に反対する内容の作品もある。アテナイの同時代の実在の人物、ソクラテスやエウリピデスなどを取り上げて風刺することが多かった。特にエウリピデスは何度か登場し、彼の悲劇『ヒッポリュトス』でのセリフ「舌は誓ったが心は誓わない」は何度ももじって利用している。また、『女だけの祭』では女性蔑視が甚だしいが為に女性の敵と目され、何とか殺されることの無いように、あれこれ策を弄して立ち回ろうとする人物に戯画化されている。ソクラテスは、直接の批判の対象というよりは、ソフィストの代表として扱われている。政治家の中ではデマゴーグのクレオンを特に標的とし、思いの丈の限りを尽くして痛烈に諷刺したため、『バビュロニア人』を競演した際（紀元前426年）には、クレオンによって言い掛かりとしか思えない罪状（国家転覆罪）で以て告訴されている。

## その他
プラトンの『饗宴』において、宴に集う人々の中の一人として登場している。この中でアリストパネスが戯画化されたと思しき下りがあり、それはプラトンが師であるソクラテスを揶揄われた事に対する仇討ちとしてアリストパネスを揶揄ったとも取れるが、プラトン自身はアリストパネスを評価しており、これは話の流れを考えての事と解されている。また、愛の神エロースを讚美する即席演説において、男女両性者（アンドロギュノス）について言及している。これは異性愛や同性愛、そして同性少年愛が何故人々の中に存しているかに関して、その由来となる譚を語る中で触れているものである。更にはアリストデーモスの言によればとして、アリストパネスとアガトーンがソクラテスと大杯を回し飲みしつつ語り合っている時に、ソクラテスが「同一人が、喜劇悲劇二つの創作技術を修得しうること。および、しかるべき技術によって悲劇作者は喜劇作者でもありうること」を、二人に同意させようとして、二人が答えに窮して寝たふりをしてやり過ごそうとして両人共に本当に寝入ってしまったとしている。
オクシリンコス・パピルスの断片に「賽は投げられた」との台詞があった。

## 現存する作品
- アカルナイの人々 （紀元前425年）
- 騎士[注釈 4] （紀元前424年）[注釈 7]
- 雲 （紀元前423年）[注釈 8]
- 蜂 （紀元前422年）
- 平和 （第1稿[注釈 9]、紀元前421年）
- 鳥 （紀元前414年）[注釈 10]
- 女の平和 （紀元前411年）
- 女だけの祭 （紀元前410年）[注釈 11]
- 蛙 （紀元前405年）[注釈 12]
- 女の議会（紀元前392年）
- 福の神（紀元前388年）[注釈 13]

## 日本語訳
- 『ギリシア喜劇全集 アリストパネース』全4巻 岩波書店 2008-2009年
- 『ギリシア喜劇』高津春繁ほか訳、全2巻 ちくま文庫 1986年
  - 元版『世界古典文学全集12　アリストパネス』筑摩書房 1964年
- 『ギリシア喜劇全集Ⅰ アリストパネス篇』 人文書院 1961年。全2巻
- 『喜劇全集』全3巻、京都大学学術出版会〈西洋古典叢書〉- 戸部順一全訳、2024年7月より刊